# Panika w Seulu (2022)
Panika w Seulu – zdarzenie, do którego doszło 29 października 2022 roku, w dzielnicy Itaewon w Seulu, w stolicy Korei Południowej, podczas imprezy zorganizowanej z okazji Halloween. Na imprezie doszło do wybuchu paniki, w wyniku której śmierć poniosło 156 osób, a ponad 133 osoby zostały ranne.
30 października w miejscu tragedii prezydent Korei Południowej Yoon Suk-yeol ogłosił żałobę narodową.

## Tło
Dzielnica Itaewon, położona w centrum Seulu, jest popularnym miejscem spotkań mieszkańców miasta, w okolicy znajdują się kluby nocne i bary. 29 października 2022 około 100 000 ludzi wzięło udział w imprezie z okazji Halloween w Itaewon. Był to najczęściej odwiedzany festiwal Halloween w okolicy od początku pandemii COVID-19. Było to również pierwsze takie wydarzenie od początku pandemii, które nie wymagało noszenia masek.

## Tłum
Formowanie się tłumu nastąpiło o 22:15 czasu lokalnego (KST), wzdłuż alejki w pobliżu drugiego wyjścia ze stacji Itaewon i hotelu Hamilton. Lokalne media poinformowały, że ludzie stłoczyli się w barze, z powodu plotek o rzekomej obecności niezidentyfikowanego celebryty lub rzekomego rozprowadzania w barze narkotyków.
Wąska uliczka, na której doszło do ścisku tłumu, była połączona z Itaewon-ro, główną ulicą dzielnicy, która prowadziła po zboczu, co spowodowało, że ludzie na szczycie zbocza spadali na tych poniżej. Pas drogi ma około 45 metrów (150 stóp) długości i 4 metry (13 stóp) szerokości, co uniemożliwia służbom ratunkowym wjazd na ulicę. Przedstawiciele służb ratunkowych poinformowali, że z miejsca zdarzenia wykonano co najmniej 81 telefonów pod numer alarmowy. Zdjęcia i filmy z miejsca zdarzenia, udostępnione w mediach społecznościowych, ukazywały sceny stratowań, gdy uczestnicy festiwalu próbowali reanimować rannych.

## Ofiary

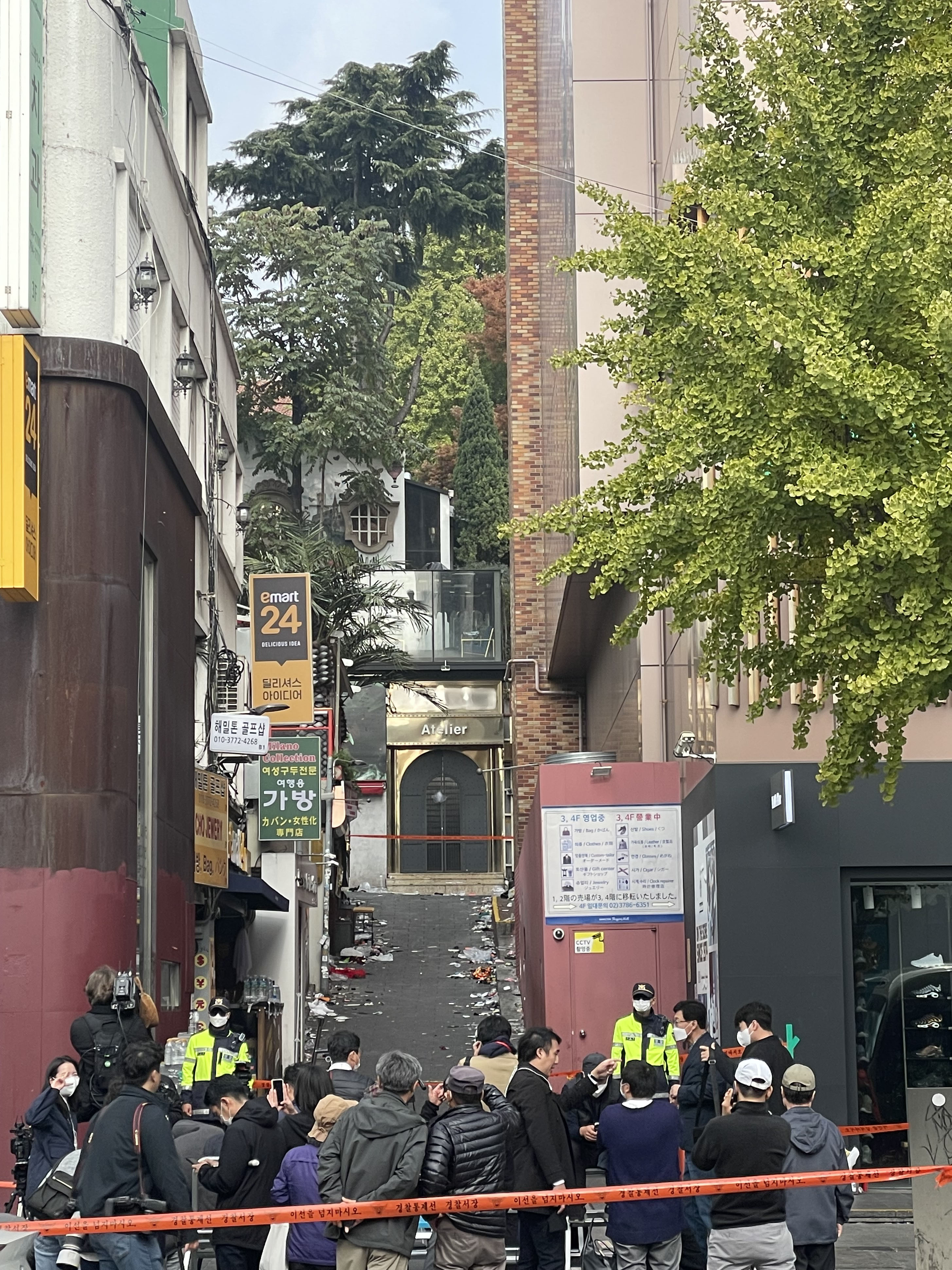
Uliczka, na której doszło do zdarzenia kilka dni po tragedii (1 listopada 2022)

Urzędnicy z Seulu przekazali, że doszło do co najmniej 151 zgonów (stan na 30 października).
Zidentyfikowane ofiary śmiertelne obejmowały 101 kobiet oraz 55 mężczyzn. Większość zmarłych to nastolatkowie i młodzi dorośli. Wśród zabitych było 19 cudzoziemców, w tym obywatele Iranu, Uzbekistanu, Chin, Norwegii i Wietnamu. Szacuje się, że około 133 innych osób zostało rannych.
Do południa 30 października zidentyfikowano już 90 procent ofiar. 4024 osób określono jako zaginione.
| Kraj              | Ofiary | Źr.    |
| ----------------- | ------ | ------ |
| Korea Południowa  | 130    | [ 11 ] |
| Iran              | 5      | [ 19 ] |
| Chiny             | 4      | [ 13 ] |
| Rosja             | 4      | [ 20 ] |
| Japonia           | 2      | [ 21 ] |
| Stany Zjednoczone | 2      | [ 22 ] |
| Australia         | 1      | [ 23 ] |
| Austria           | 1      | [ 24 ] |
| Francja           | 1      | [ 24 ] |
| Kazachstan        | 1      | [ 25 ] |
| Norwegia          | 1      | [ 26 ] |
| Sri Lanka         | 1      | [ 27 ] |
| Tajlandia         | 1      | [ 28 ] |
| Uzbekistan        | 1      | [ 29 ] |
| Wietnam           | 1      | [ 30 ] |
| Razem             | 156    | 156    |

## Akcja ratunkowa

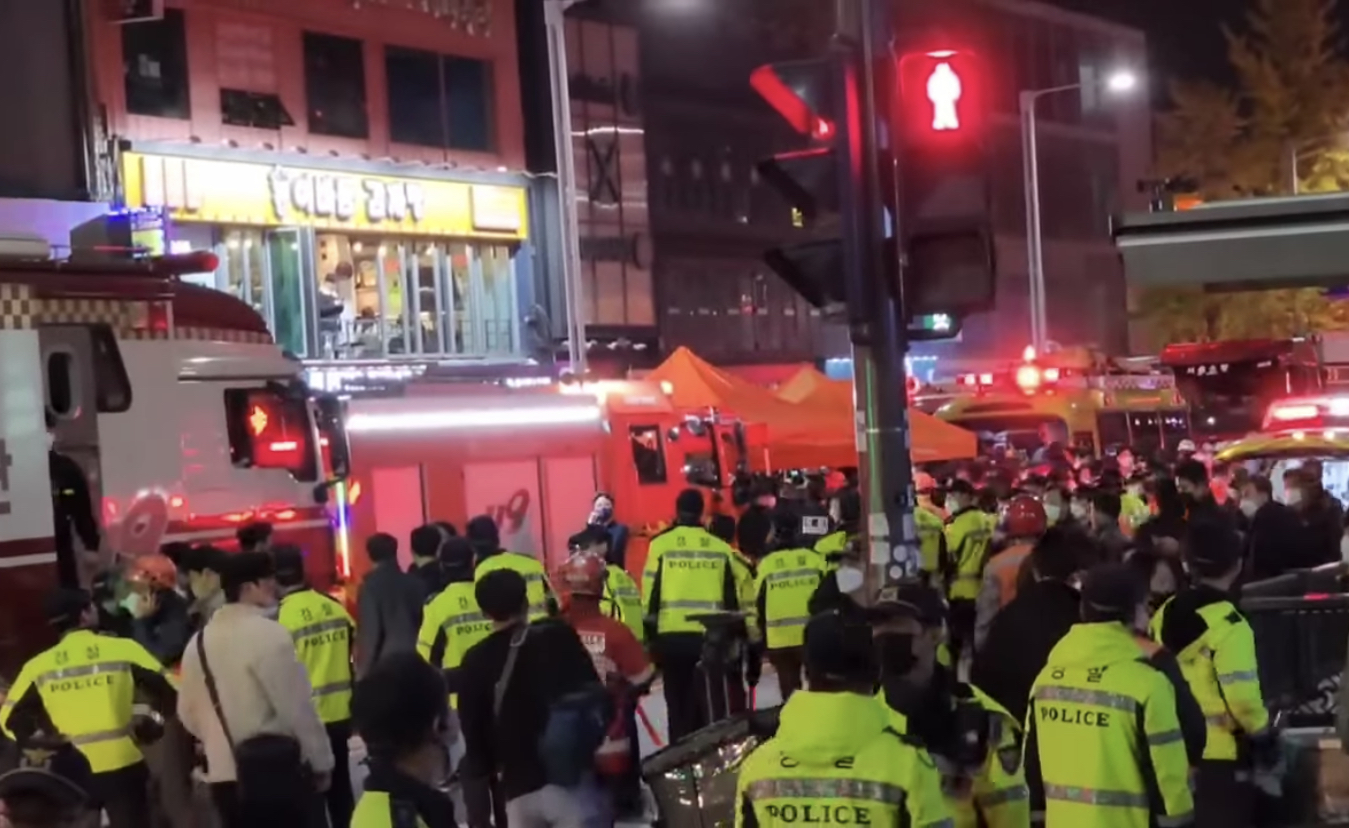
Służby ratunkowe na miejscu zdarzenia (29 października 2022)

Po wezwaniu straży pożarnej o godzinie 22:15, natychmiast na miejsce zdarzenia przekazano cztery karetki pogotowia. Ratownicy medyczni wykonywali resuscytację krążeniowo-oddechową u poszkodowanych. Kolejne 83 karetki przybyły na miejsce dopiero o 23:45, ze względu na powstały tłum.
Ciała stratowanych leżały na ulicach, przykryte niebieskim materiałem. Niektóre ciała wywożono karetkami pogotowia. Straż pożarna w Yongsan poinformowała, że liczba ofiar śmiertelnych może wzrosnąć, ponieważ o wiele więcej rannych osób zostanie przetransportowanych do szpitali w całym mieście.
Nawet po zamknięciu miejsca zdarzenia przez policję, w Itaewon nadal działały bary. Wiele osób kontynuowało świętowanie, będąc nieświadomych tragicznego zdarzenia.
Na telefony komórkowe w okolicy Yongsan wysłano wiadomość alarmową, wzywającą ludzi do natychmiastowego powrotu do domu z powodu „zdarzenia awaryjnego w pobliżu hotelu Hamilton w Itaewon”. Na miejsce tragedii skierowano z całego kraju ponad 800 pracowników służb ratunkowych, w tym ponad 340 strażaków. Do Korei Południowej wysłano też kilku amerykańskich żandarmów wojskowych ze Stanów Zjednoczonych, w celu udzielenia pomocy ofiarom i utrzymania porządku publicznego na miejscu zdarzenia. Około 355 zgłoszeń osób zaginionych zostało złożonych następnego dnia.

## Reakcje

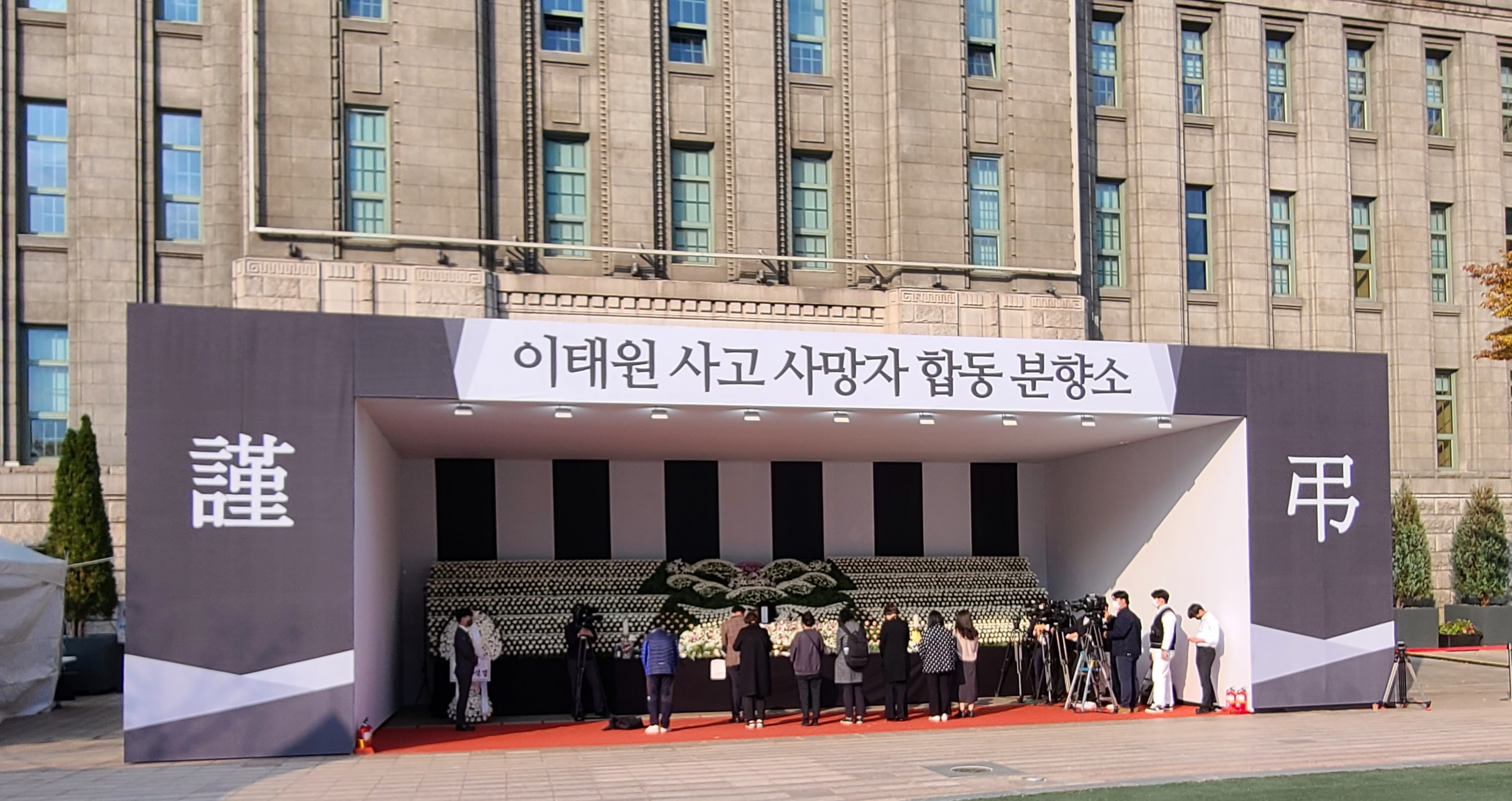
Miejsce pamięci poświęcone ofiarom tragedii (31 października 2022)

Prezydent Yoon Suk-yeol zwrócił się do narodu następnego ranka, później odwiedził miejsce zdarzenia, gdzie ogłosił żałobę narodową do 5 listopada. Burmistrz Seulu, Oh Se-hoon, który w czasie incydentu był w trakcie podróży do Europy, wrócił do miasta.
Kondolencje złożyli liderzy państw na całym świecie, w tym prezydent Stanów Zjednoczonych Joe Biden, premier Wielkiej Brytanii Rishi Sunak, premier Polski Mateusz Morawiecki, prezydent Francji Emmanuel Macron oraz kanclerz Niemiec Olaf Scholz.
Pozostałe wydarzenia z okazji Halloween w Korei Południowej zostały odwołane, a niektóre produkty związane z amerykańskim świętem zostały wycofane ze sklepów w całym kraju.